# Rostraria azorica
Rostraria azorica é uma espécie de planta com flor pertencente à família Poaceae. 
A autoridade científica da espécie é S.Hend., tendo sido publicada em Botanical Journal of the Linnean Society 141: 126–128, f. 1A–C. 2003 (2002).
Trata-se de uma espécie endémica do Arquipélago dos Açores.